# Brill (U-Boot)
Die USS Brill (SS-330) war ein U-Boot der Balao-Klasse. Es wurde von der Pazifikflotte der US Navy während des Zweiten Weltkriegs im Pazifik gegen Japan eingesetzt. Das Boot wurde nach dem Krieg in die Türkei verkauft und diente unter dem Namen TCG I. İnönü (S 330) von 1948 bis 1972 in der türkischen Marine.
Das Boot war das einzige Schiff der US Navy, welches den Namen Brill trug. Der Name ist die englische Bezeichnung für den Glattbutt (Scophthalmus rhombus), auch bekannt als Kleist, einem Plattfisch, der in flachen Gewässern des Nordwestatlantik und seiner Nebenmeere verbreitet ist.

## Technik und Bewaffnung
Die Brill war ein diesel-elektrisches Patrouillen-U-Boot der Balao-Klasse. Die Balao-Klasse wurde gegenüber der Gato-Klasse nur geringfügig verbessert und war wie jene für lange offensive Patrouillenfahrten im Pazifik ausgelegt. Insbesondere die Tauchtiefe wurde, basierend auf den Erfahrungen während des Krieges gegen Japan, vergrößert und der Innenraum verbessert. Äußerlich und in ihren Dimensionen glichen sich die Boote beider Klassen weitgehend.

### Technik
Die Brill war 95 Meter lang und 8,3 Meter breit, ihr Tiefgang betrug maximal 5,1 Meter. Aufgetaucht verdrängte sie 1526 tn. l., getaucht 2424 tn. l. Der Antrieb erfolgte durch vier 16-Zylinder-Dieselmotoren von General Motors, Modell 16-278A, die je 1000 kW (1350 PS) Leistung brachten. Unter Wasser wurde das U-Boot durch vier Elektromotoren mit insgesamt 2740 PS angetrieben, die ihre Energie aus zwei 126-zelligen Akkumulatoren bezogen. Die Motoren gaben ihre Leistung über ein Getriebe an zwei Wellen mit je einer Schraube ab. Die Geschwindigkeit betrug aufgetaucht maximal 20,25 Knoten, getaucht schaffte die Brill noch 8,75 Knoten. Die mögliche Tauchzeit betrug 48 Stunden, die maximale Konstruktionstauchtiefe lag bei 120 Metern. In den Treibstofftanks konnten 440 Kubikmeter Dieselkraftstoff gebunkert werden, damit hatte das Boot einen Fahrbereich von 11.000 Seemeilen bei 10 Knoten.

### Bewaffnung
Die Hauptbewaffnung der Brill bestand aus zehn 533-mm-Torpedorohren, sechs im Bug, vier achtern, für die sich 24 Torpedos an Bord befanden. Hinter dem Turm war ein 5-Zoll-Deckgeschütz mit 25 Kalibern Länge montiert, das zur Bekämpfung von Seezielen sowie zum Landbeschuss geeignet war. Auf dem Wintergarten waren hinten eine 20-mm-Oerlikon-Maschinenkanone und vorne eine 40-mm-FlaK untergebracht. Zusätzlich konnten zwei bis drei 12,7-mm-Maschinengewehre bei Bedarf an diversen Positionen des Schiffs montiert und nach Gebrauch wieder im Boot verstaut werden. Zur Ortung feindlicher Schiffe verfügte die USS Brill über ein JK/QC- und ein QB-Sonar unter dem Bug, an Deck waren JP-Hydrophone installiert. Am ausfahrbaren Elektronikmast war ein SD-Radar mit 20 Seemeilen Aufklärungsreichweite zur Ortung feindlicher Flugzeuge angebracht, zusätzlich verfügte das U-Boot über ein SJ-Oberflächensuchradar mit etwa zwölf Seemeilen Reichweite. Im getauchten Zustand konnte über das am Periskop angebrachte ST-Radar mit acht Seemeilen Reichweite ebenfalls eine Ortung feindlicher Schiffe erfolgen.
Nach dem Krieg wurde die Artilleriebewaffnung der Brill offenbar trotz vorgenommener Modifikationen und während des Einsatzes in der türkischen Marine nicht entfernt. Dies ist insofern bemerkenswert, als dieses Boot Anfang der 1950er Jahre im Rahmen von GUPPY zu einem "Fleetsnorkel", der einfachsten Variante der Modernisierung, umgerüstet wurde, wobei neben Änderungen intern und am Segel (Turm) unter anderem auch die Rohrwaffen komplett entfernt wurden. Spätere türkische Aufnahmen des Bootes zeigen neben den Modifizierungen nach wie vor ein Geschütz achtern vom Turm.

## Einsatzgeschichte
Der Rumpf des U-Bootes mit der Nummer SS-330 wurde am 23. September 1943 bei Electric Boat in Groton, Connecticut auf Kiel gelegt und lief am 25. Juni 1944 vom Stapel, wobei das U-Boot auf den Namen USS Brill getauft wurde. Taufpatin war Mrs. Francis S. Low. Die Indienststellung erfolgte am 26. Oktober 1944. Als erster Kommandant der Brill übernahm Commander H. B. Dodge die Befehlsgewalt über das neue U-Boot.

### Zweiter Weltkrieg
Die Brill verließ am 7. Dezember 1944, dem dritten Jahrestag des Überfalls auf Pearl Harbor, den Hafen von New London mit Kurs über Panama nach Hawaii. Dort lief sie am 8. Januar in den Hafen von Pearl Harbor ein. Zwischen 28. Januar und 9. August 1945 absolvierte die Brill insgesamt drei Feindfahrten im Südchinesischen Meer sowie im Golf von Siam. Zwischen den Feindfahrten lief sie jeweils den Hafen von Fremantle an. Während ihrer Kriegseinsätze gab es kaum Gelegenheiten zum Angriff auf nennenswerte feindliche Ziele. Ein einziges feindliches Schiff (ca. 1000 ts) wurde dabei durch Treffer beschädigt. Weitere erwähnenswerte Ereignisse waren unter anderem der erfolglose Torpedoangriff eines japanischen U-Bootes am 20. Februar vor der Insel Hainan, ein Kommandounternehmen geführt von einem australischen Offizier und einem malayischen Agenten Ende März 1945 sowie gelegentliche japanische Angriffe durch Luft- und Überwasserstreitkräfte.

### Nachkriegszeit
Nach dem Krieg verblieb die Brill zunächst im Pazifik und verlegte gemeinsam mit weiteren U-Booten vom 31. August bis zum 9. September zum Stützpunkt Subic Bay. Dort operierte sie kurzzeitig überwiegend in philippinischen Gewässern. Von dort aus wurde sie im Winter an die Westküste der Vereinigten Staaten beordert, wo sie am 12. Februar 1946 in San Diego einlief. Am 23. April stach das U-Boot erneut mit Kurs auf Pearl Harbor in See, um sich nach der Ankunft dort einigen Reparaturen und Wartungsarbeiten zu unterziehen. Vom 12. September bis 9. November unternahm die Brill eine Ausbildungsfahrt, die sie über die Midwayinseln, die Aleuten und Alaska in den Puget Sound und schließlich zurück nach Hawaii führte. Anschließend verlegte das Boot nach San Francisco, wo es grundlegend überholt wurde, um anschließend zunächst durch den Panamakanal nach Neu England zu verlegen. Am 16. März erreichte die Brill New London und wurde dort eine Woche später an die türkische Marine übergeben.

### TCG I. İnönü (S 330)
Im Rahmen eines Abkommens zwischen den Vereinigten Staaten und der Türkei erhielten die türkischen Streitkräfte amerikanische Waffenlieferungen, darunter auch einige U-Boote. Eines der ersten U-Boote, das an die Marine der Türkei ging, war die USS Brill. Sie wurde von der Türkei als TCG I. İnönü (S-330) eingesetzt. Von 1952 bis 1953 wurde sie modernisiert und zu einem Fleet-Snorkel-U-Boot umgerüstet. Allerdings behielt sie dabei offenbar das achtere Deckgeschütz, welches auf späteren Fotos des Bootes noch zu erkennen ist. Das U-Boot blieb bis 11. August 1976 im Dienst der türkischen Marine.

### Auszeichnungen
Für eine Kriegspatrouille wurde die Brill mit einem Battle Star ausgezeichnet.